# 우슘갈 석비
우슘갈 석비(영어: Stele of Ushumgal)는 수메르 고대 도시 움마에서 출토된 석비로, 제작연대는 초기 제1왕조~제2왕조 시기 (기원전 2900년~2700년경)로 추정된다. 현재 미국 뉴욕시 메트로폴리탄 미술관에 소장되어 있다.

## 상세
석비의 크기는 22cm이다. 그 내용은 일부가 해독되었으며 토지 소유권을 조기에 이전한다는 내용이 담겨 있다. 석비에 묘사된 여러 인물 가운데 크게 그려진 남자에게는 "샤라 (신)의 파브셰스 사제 우슘갈"이라는 글귀가 적혀 있다. 반대편에 새겨진 여인은 이름이 불분명하지만 우슘갈의 딸을 묘사한 것으로 추정된다.
우슘갈 석비가 기원전 제2천년기 카시트 시대의 석비인 '옛 쿠두루' (ancient Kudurru)의 한 유형에 속한다고 보는 학자도 있다.
한편 우슘갈 석비에 "아카" (Akka)라는 이름이 새겨진 점도 주목받는다. '아크 갈-우킨' (Ak gal-Ukkin)이란 글귀에서 드러나는데 여기서 우킨은 수메르 의회로 해석되며, 이는 곧 '대의회의 아카'로 읽혀진다는 점으로 미뤄보아 키시의 국왕 아가를 칭한 것이라는 시각도 존재한다.

## 갤러리

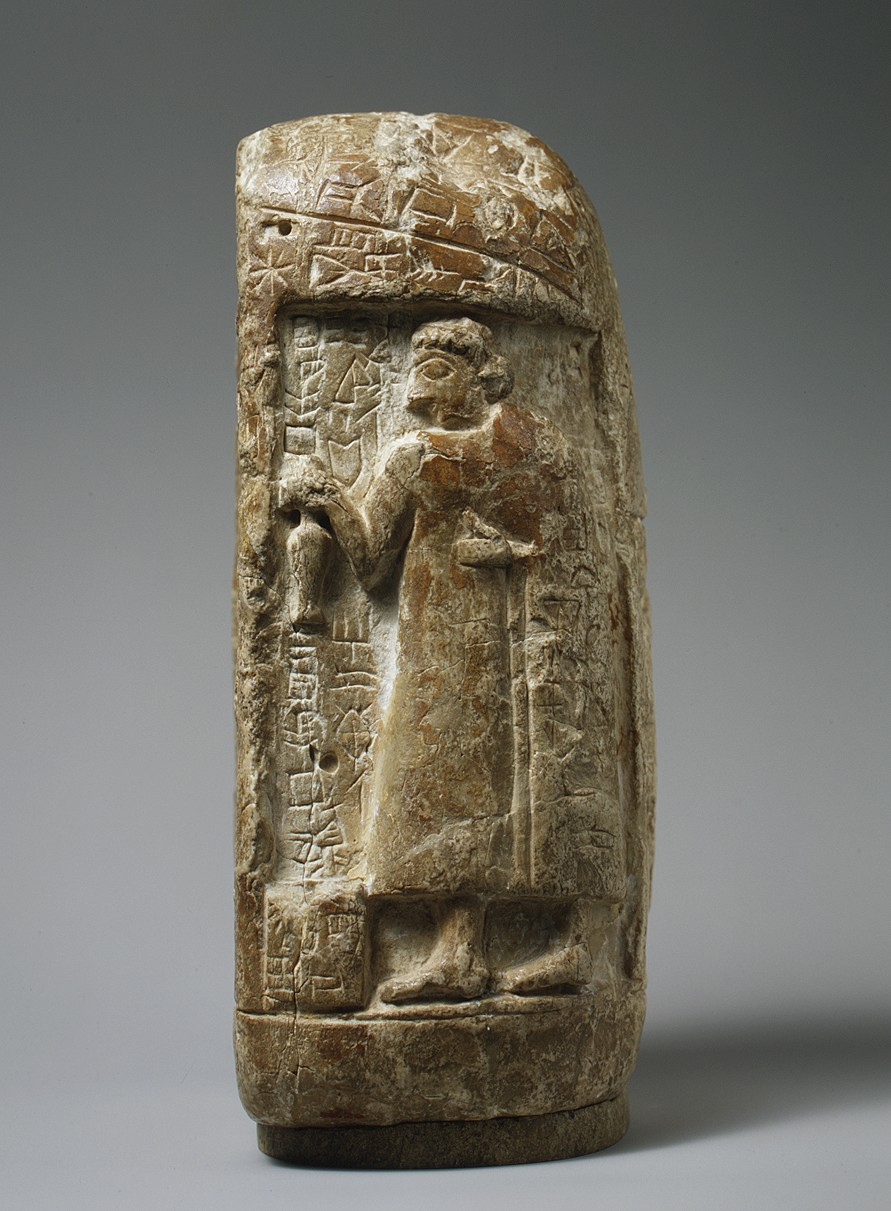
우슘갈의 딸
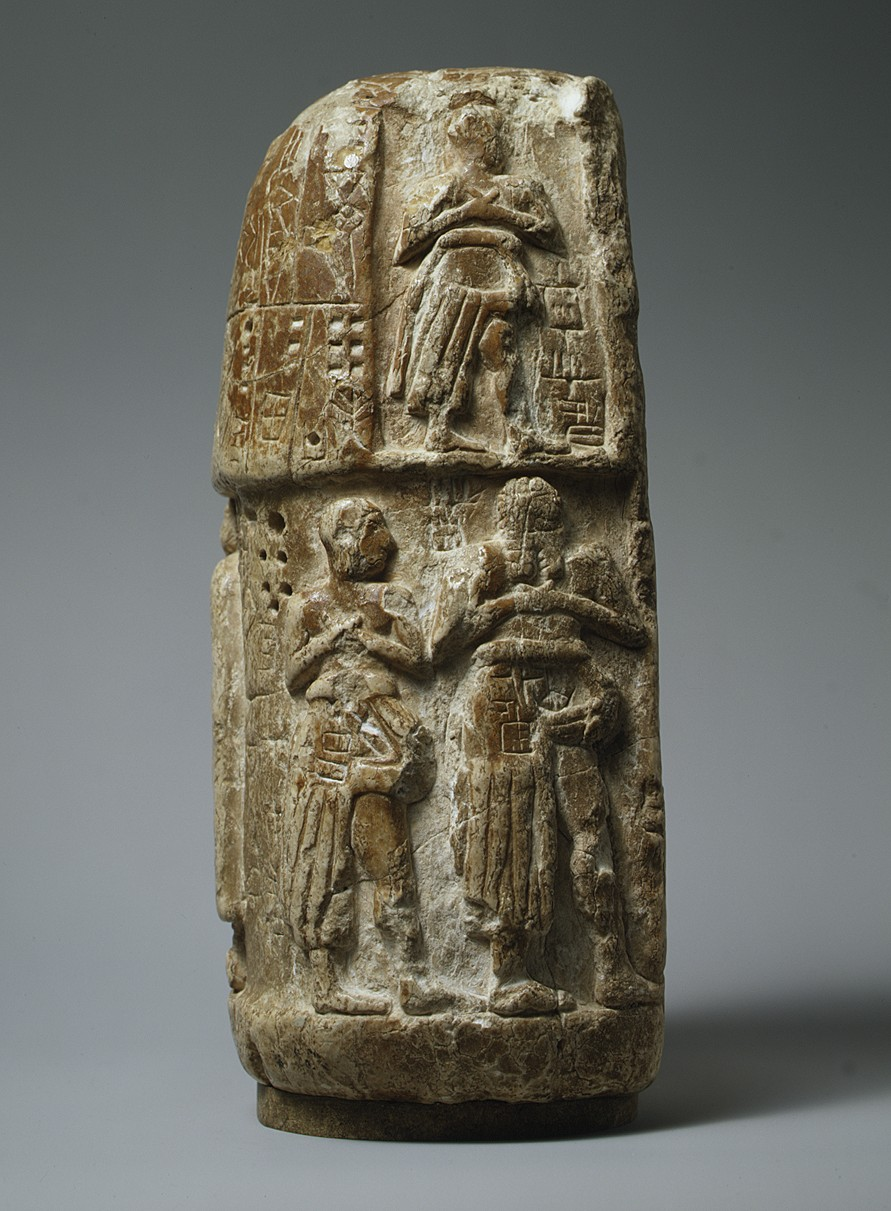
세 명의 남성. 시의회의 일원으로 추정된다.
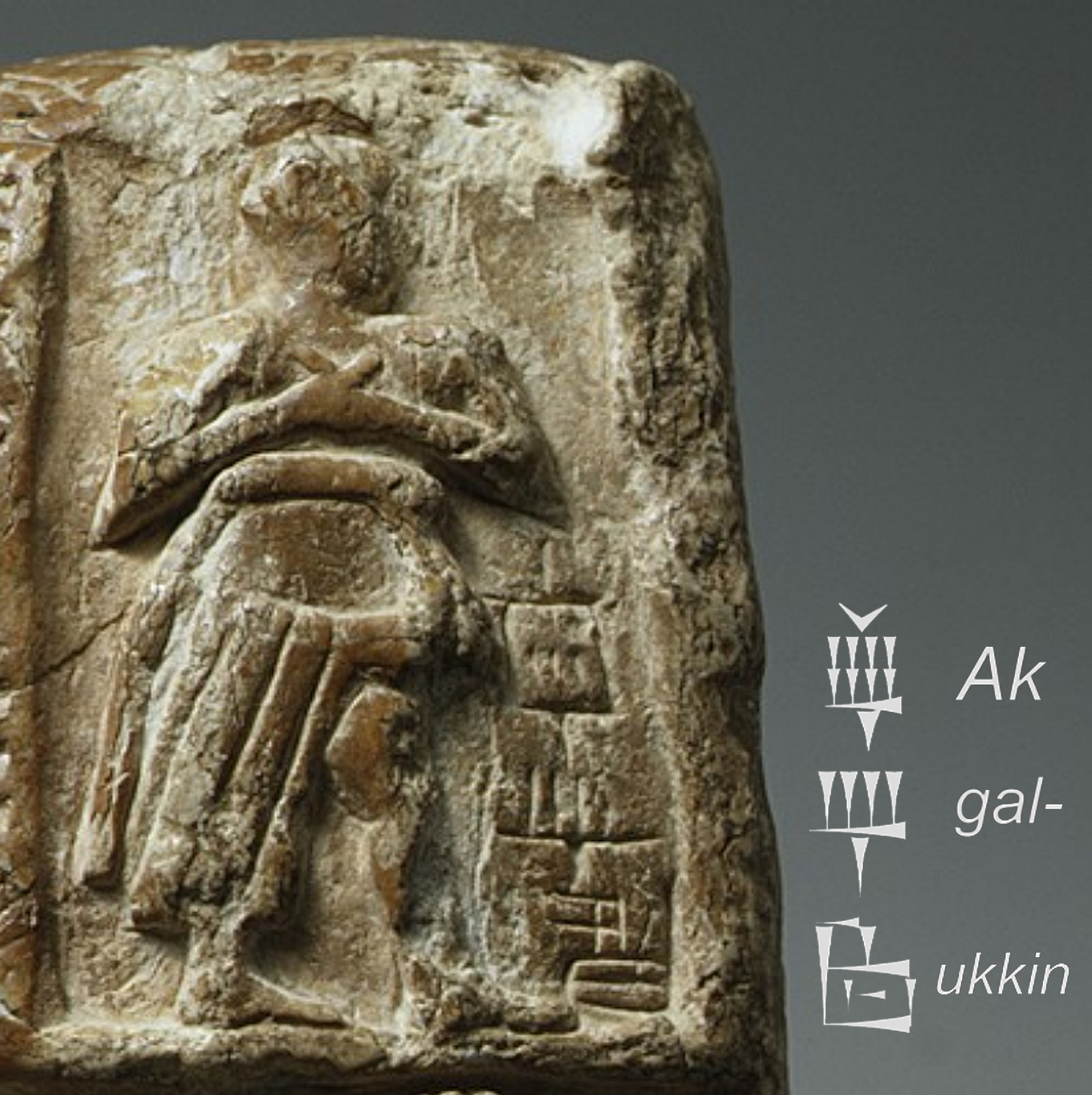
우슘갈 석비에 드러난 '아카' (Akka)의 이름. '아크 갈-우킨' (Ak gal-ukkin →대의회의 아카)이라 적혀 있으며 키시왕조 마지막 왕 아가를 가리킨 것으로 보인다.
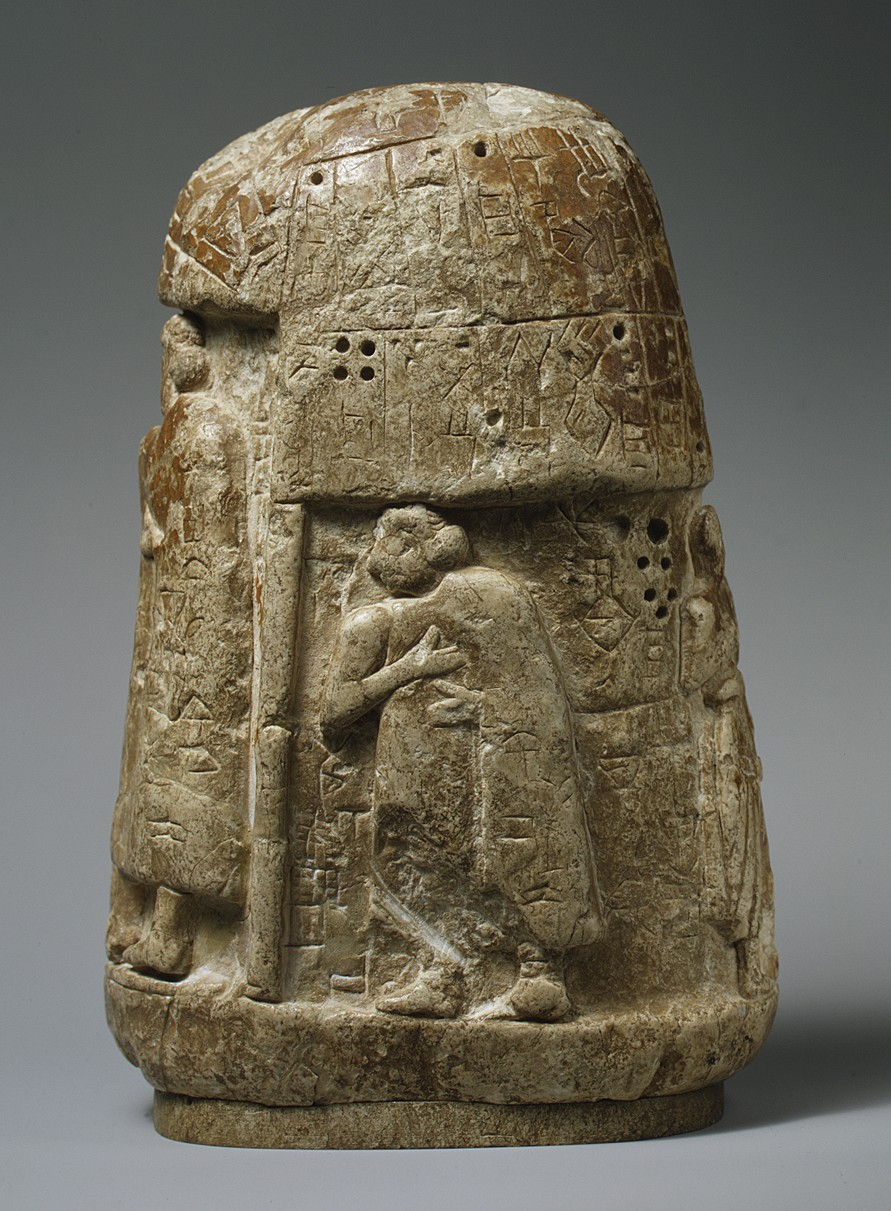
미지의 인물
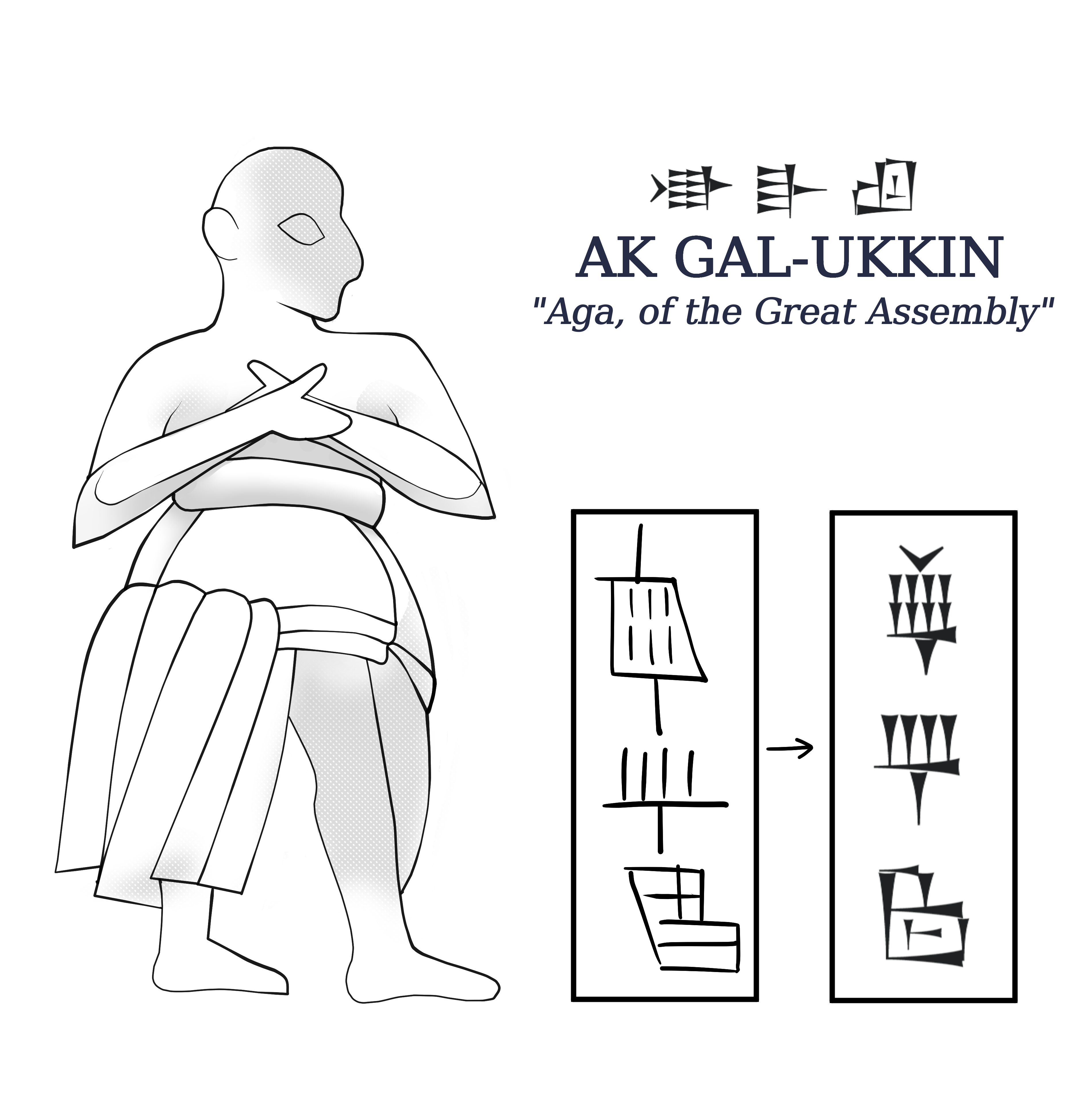
우슘갈 석비에 새겨진 설형문자와 그 해석

## 같이 보기
- 블라우 기념석
- 우르크 대병